# Весняна лихоманка (фільм, 1927)
«Весняна лихоманка» (англ. Spring Feve) — американська драма режисера Едварда Седжвіка 1927 року.

## У ролях
- Вільям Гайнс — Джек Келлі
- Джоан Кроуфорд — Аллі Монте
- Джордж К. Артур — Юстас Тьюксбері
- Джордж Фосетт — містер Вотерс
- Ейлін Персі — Марта Ломсдом
- Едвард Ерл — Джонсон
- Берт Вудрафф — Поп Келлі
- Лі Моран — Оскар